# Hrithik Roshan
Hrithik Roshan (Hindi: ऋतिक रोशन, uitspraak: /rɪt̪ɪk roːʃən/), eig. Hrithik Roshanal Negrath (Bombay, 10 januari 1974) is een Indiase Bollywood-acteur. Hij is vooral bekend geworden door zijn hoofdrollen in Koi... Mil Gaya (2003), Krrish (2006), Dhoom 2 en Jodhaa Akbar (2008). Hij ontving vele prijzen en geldt als een van India's meest vooraanstaande acteurs.

## Carrière
Hrithik Roshan is een telg uit een van Bollywoods meest vooraanstaande filmclans. Zijn vader is de acteur/regisseur Rakesh Roshan, zijn moeder de actrice Pinky en zijn oom de beroemde componist van filmmuziek Rajesh Roshan. In de jaren tachtig speelde Roshan enkele rollen als kindacteur. Zijn werkelijke debuut was echter de hoofdrol in de film Kaho Naa... Pyaar Hai (2000), die hem vele prijzen opleverde, inclusief die voor Beste Acteur en Beste Mannelijke Debuut op het Filmfare-festival in Bombay (het Bollywood equivalent van een Academy Award).
In hetzelfde jaar speelde hij de hoofdrol in twee andere films: Fiza, een weinig succesvolle dramafilm, en daarna in de kaskraker Mission Kashmir. Voor zijn vertolking van een jonge terrorist in deze laatste film oogstte hij opnieuw veel waardering van critici. In 2001 speelde Hrithik Roshan in twee films: Yaadein deed het slecht bij het publiek, maar het melodrama Kabhi Khushi Kabhie Gham, waarin Shahrukh Khan de hoofdrol speelt en Roshan de belangrijkste mannelijke bijrol vertolkt, werd een van de succesvolste Bollywoodfilms van dat jaar, zowel in India als in het buitenland.
Na deze successen volgde een voor Roshan minder succesvolle periode. In 2002 en de eerste helft van 2003 speelde hij in vier films, die stuk voor stuk flopten: Aap Mujhe Achche Lagne Lage, Na Tum Jaano Na Hum, Mujhse Dosti Karoge (2002) en Main Prem Ki Diwani Hoon (2003). Hij maakte echter een grote comeback met Koi... Mil Gaya, de eerste Indiase sciencefictionfilm, die enigszins te vergelijken is met E.T. en de grootste kaskraker van 2003 werd. Zijn rol als de geestelijk gehandicapte Rohit Mehra leverde hem opnieuw diverse prijzen op en zette hem op de kaart als een acteur die veel meer in zijn mars heeft dan alleen rollen als sekssymbool.
Na Koi... Mil Gaya volgde Lakshya (2004), een film die weinig succes oogstte, maar waarin Roshans aandeel wel door critici werd geprezen. Daarna bleef het enige tijd stil rond Hrithik Roshan. Pas na twee jaar kwam zijn volgende film uit: Krrish, de eerste Indiase superheldenfilm en tevens een sequel op zijn eerdere Koi... Mil Gaya. Nog in hetzelfde jaar oogstte hij opnieuw succes met zijn hoofdrol in de actiefilm Dhoom 2. Dit waren de twee succesvolste Bollywoodfilms van 2006 en zowel Roshans vertolking van de superheld Krrish als zijn schurkenrol als Mr. A. in Dhoom 2 leverden hem vele prijzen op, waaronder (voor de derde keer) die van Beste Acteur op het Filmfare-festival.

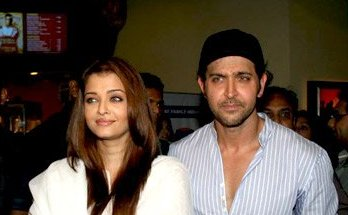
Met Aishwarya Rai bij de promotie van Guzaarish

Hrithik Roshans recentste succes was de film Jodhaa Akbar (2008), waarin hij de rol van Akbar de Grote vertolkt. De titelrol in deze film wordt gespeeld door Aishwarya Rai. In 2010 werkte hij met dezelfde actrice samen in Guzaarish, een film over een invalide goochelaar die euthanasie probeert te krijgen.

## Reputatie
Hrithik Roshan geldt in India wel als een kruising tussen Sylvester Stallone & Amitabh Bachchan, respectievelijk vanwege zijn kwaliteiten als bodybuilder, zijn imago en zijn acteerprestaties. Ook wordt hij gerekend tot de betere dansers in Bollywood. Dankzij hem werd een stoppelbaard populair in India. Op Valentijnsdag 2000 ontving hij maar liefst 30.000 huwelijksaanzoeken.

## Persoonlijk
- Sinds december 2000 was Roshan, zelf hindoe, getrouwd met de moslim Sussanne Khan. Het echtpaar heeft twee zoons. In 2014 is het stel uit elkaar gegaan.
- Roshan zet zich veelvuldig in voor charitatieve doelen. Hij brengt dikwijls bezoeken aan doodzieke kinderen, die ervan dromen hem in het echt te ontmoeten.
- Na een moordaanslag op zijn vader, de regisseur Rakesh Roshan, door een door de Bollywoodmaffia ingehuurde moordenaar, gaf Roshan te kennen zich terug te willen trekken uit de openbaarheid, maar kwam hier uiteindelijk op terug.
- In 2001 ontstond er maatschappelijke onrust, nadat Roshan neerbuigende opmerkingen zou hebben gemaakt over Nepal. Diverse kranten maakten hiervan gewag en dit leidde tot studentenprotesten, waarbij vier doden vielen.[4] Later verklaarden de Indiase ambassade en Roshan zelf dat hij nooit dergelijke opmerkingen had gemaakt.[5]
- Opmerkelijk is dat Hrithik Roshan aan zijn rechterhand een dubbele duim heeft, die hij in zijn films niet benadrukt, maar ook niet verbergt.

## Filmografie

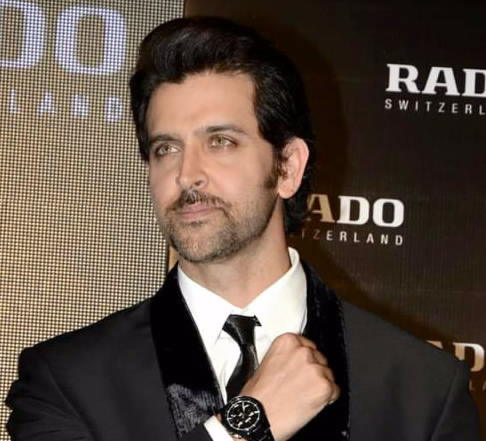
Roshan in Jan 2013

| Jaar | Film                        | Rol                                | Opmerkingen |
| ---- | --------------------------- | ---------------------------------- | --- |
| 1980 | Aasha                       | als kind                           | |
| 1980 | Aap Ke Deewane              | als kind                           | |
| 1986 | Bhagwan Dada                | Govinda (als kind)                 | |
| 2000 | Kaho Naa... Pyaar Hai       | Rohit/Raj Chopra                   | IIFA - Prijs voor Beste Mannelijke Hoofdrol 2001 IIFA - Prijs voor Beste Debuut 2001 Filmfare - Prijs voor Beste Acteur 2001 Filmfare - Prijs voor Beste Mannelijke Debuut 2001 Screen Weekly - Prijs voor Beste Acteur 2001 Screen Weekly - Prijs voor Beste Mannelijke Debuut 2001 |
| 2000 | Fiza                        | Amaan Ikramullah                   | Filmfare - Prijs voor Beste Acteur 2001 (nominatie) |
| 2000 | Mission Kashmir             | Altaf Khan                         | |
| 2001 | Yaadein                     | Ronit Malhotra                     | |
| 2001 | Kabhi Khushi Kabhie Gham    | Rohan Raichand                     | IIFA - Prijs voor Beste Mannelijke Bijrol 2002 (nominatie) Filmfare - Prijs voor Beste Mannelijke Bijrol 2002 (nominatie) Screen Weekly - Prijs voor Beste Mannelijke Bijrol 2002 (nominatie) Zee Cine - Prijs voor Beste Mannelijke Bijrol 2002 (nominatie)                         |
| 2002 | Aap Mujhe Achche Lagne Lage | Rohit                              | |
| 2002 | Na Tum Jaano Na Hum         | Rahul Sharma                       | |
| 2002 | Mujhse Dosti Karoge!        | Raj Malhotra                       | |
| 2003 | Main Prem Ki Diwani Hoon    | Prem Kishen Mathur                 | |
| 2003 | Koi... Mil Gaya             | Rohit Mehra                        | Filmfare - Prijs voor Beste Acteur 2004 Filmfare - Prijs voor Beste Acteur (Critici) 2004 Screen Weekly - Prijs voor Beste Acteur 2004 Zee Cine - Prijs voor Beste Acteur 2004 |
| 2004 | Lakshya                     | Karan Shergill                     | Filmfare - Prijs voor Beste Acteur 2005 (nominatie) Zee Cine - Prijs voor Beste Acteur 2005 (nominatie) |
| 2006 | Krrish                      | Krishna Mehra (Krrish) Rohit Mehra | IIFA - Prijs voor Beste Mannelijke Hoofdrol 2007 Filmfare - Prijs voor Beste Acteur 2007 (nominatie) |
| 2006 | Dhoom 2                     | Aryan/Mr. A                        | Filmfare - Prijs voor Beste Acteur 2007 IIFA - Prijs voor Beste Schurk 2007 (nominatie) |
| 2006 | I See You                   |                                    | cameo in het lied Subah Subah |
| 2007 | Om Shanti Om                | als zichzelf                       | gastoptreden |
| 2008 | Jodhaa-Akbar                | Jalaluddin Mohammad Akbar          | IIFA - Prijs voor Beste Acteur 2009 Filmfare - Prijs voor Beste Acteur 2009 Screen Weekly - Prijs voor Beste Acteur 2009 Golden Minbar International Film Festival of Muslim Cinema (Kazan, Rusland) - Prijs voor Beste Acteur 2008                                                  |
| 2008 | Krazzy 4                    |                                    | gastoptreden |
| 2009 | Luck by Chance              | Zaffar Khan                        | gastoptreden |
| 2010 | Kites                       | Jay Ray                            | |
| 2010 | Guzaarish                   | Ethan Mascarenhas                  | Zee Cine - Juryprijs voor Beste Acteur 2011 Filmfare - Prijs voor de Beste Acteur 2011 (nominatie) Screen Weekly - Prijs voor de Beste Acteur 2011 (nominatie) |
| 2011 | Zindagi Na Milegi Dobara    | Arjun Saluja                       | |
| 2011 | Don 2                       | Don                                | Cameo |
| 2012 | Agneepath                   | Vijay Deenanath Chauhan            | |
| 2013 | Main Krishna Hoon           | Rahul                              | Cameo |
| 2013 | Krrish 3                    | Krishna "Krrish" Mehra/Rohit Mehra | |
| 2014 | Bang Bang                   | Rajveer Nanda/Jai Nanda            | |
| 2015 | Hey Bro                     |                                    | gastoptreden |
| 2016 | Mohenjo Daro                | Sarman                             | |
| 2017 | Kaabil                      | Rohan Bhatnagar                    | |
| 2017 | Hrudayantar                 |                                    | Cameo - Marathi film |
| 2019 | Super 30                    | Anand Kumar                        | |
| 2019 | War                         | Kabir                              | |
| 2022 | Vikram Vedha                | Vedha                              | |
| 2023 | Tiger 3                     | Majoor Kabir Dhaliwal              | Cameo |
| 2024 | Fighter                     | Shamsher Pathania                  | |
| 2025 | War 2                       | Majoor Kabir Dhaliwal              | |